# リコス

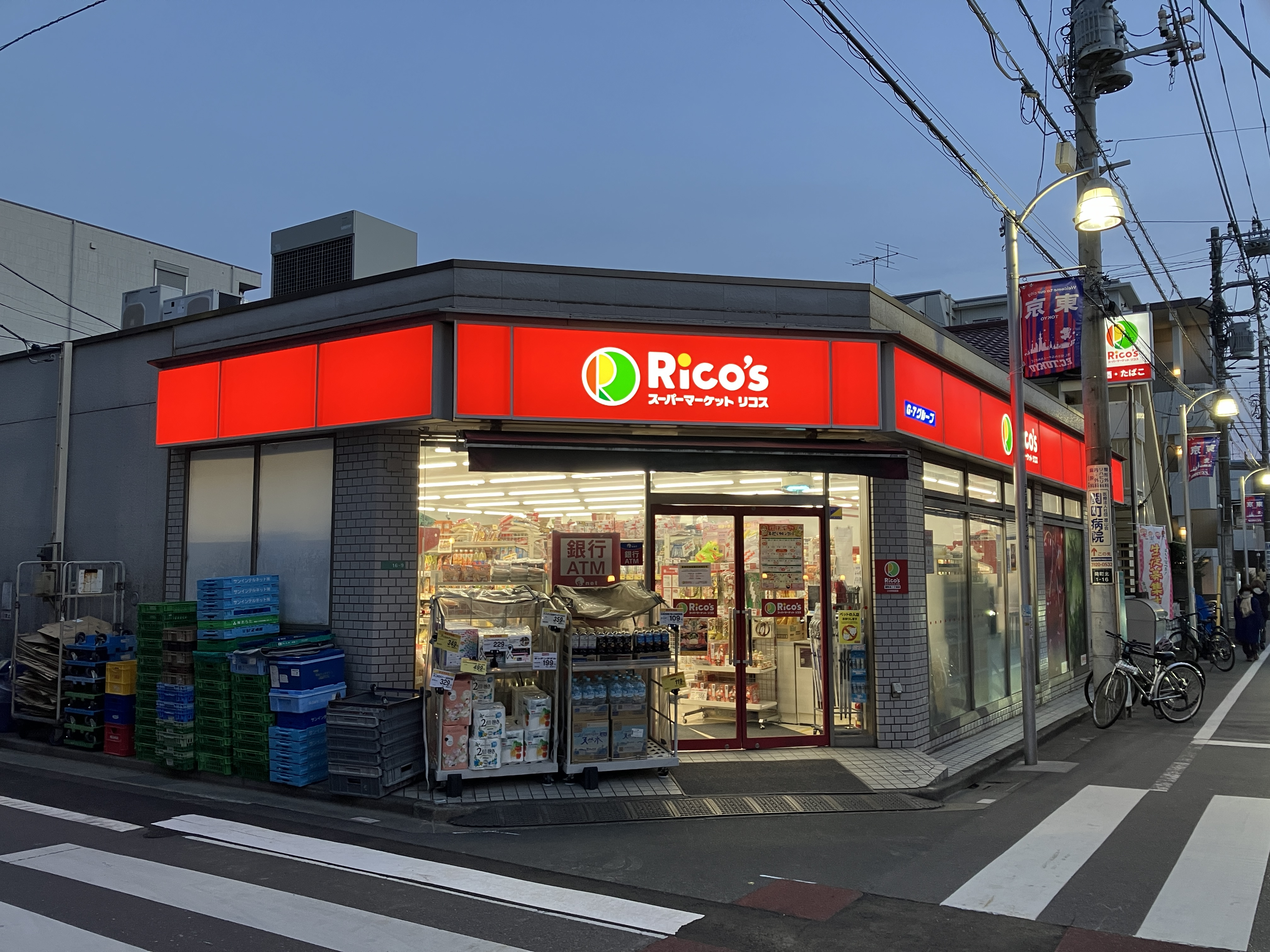
リコスの店舗
関町北1丁目店（旧：miniピアゴ関町北1丁目店）

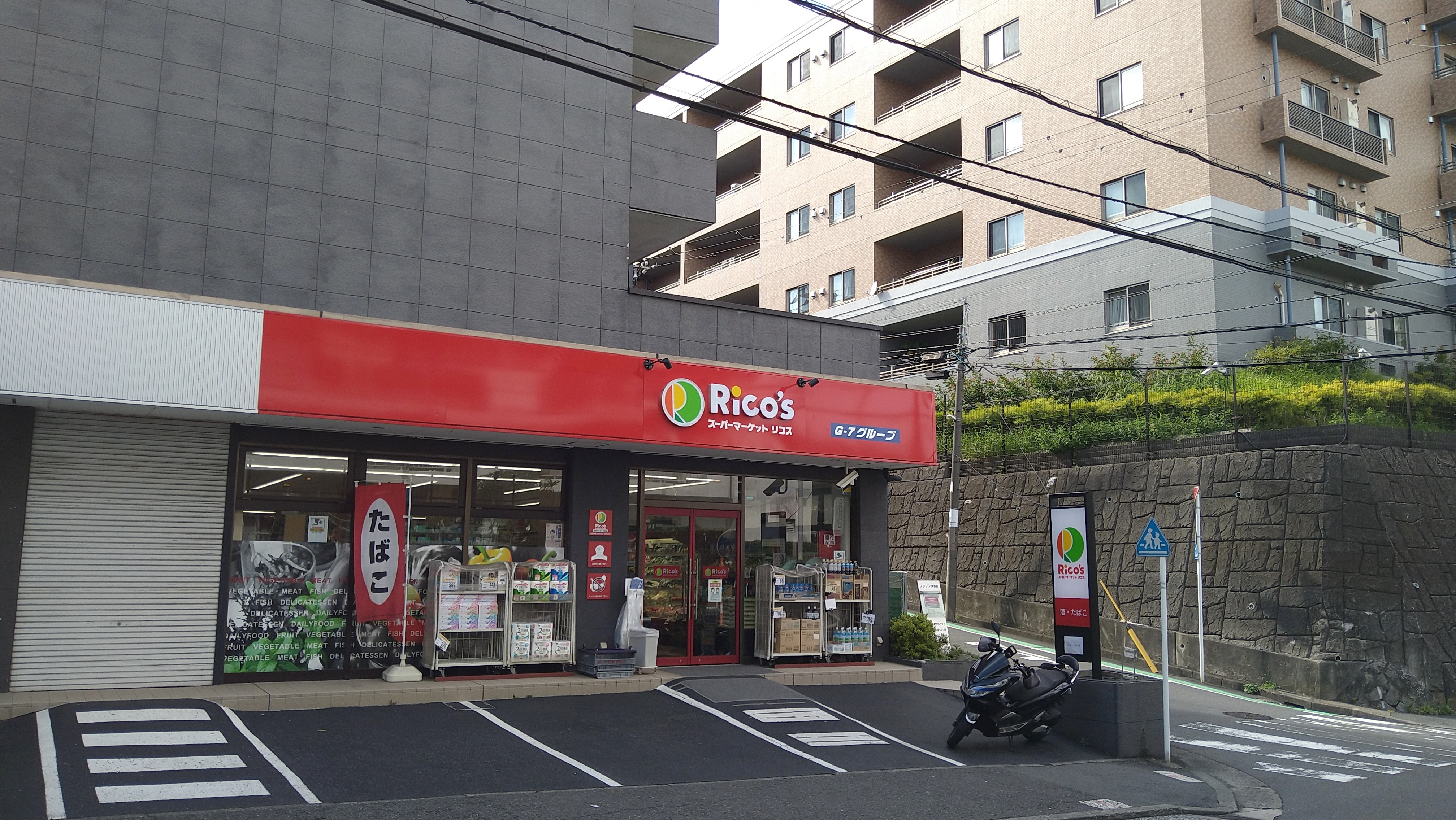
リコスの店舗
横浜大久保3丁目店（旧：miniピアゴ横浜大久保3丁目店

リコス（英: Rico's）は、株式会社G-7リコス・ストアズが運営する小型スーパーマーケット。サブ店名は、スーパーマーケット リコス。
ユニー系列の100円ショップ業態の生鮮コンビニとして、99イチバ（キューキューイチバ）の名で設立された。のちにみんなのイチバ（みんなのイチバ）、miniピアゴ（ミニピアゴ）と店名変更を経て、2020年4月1日からはユニーグループを離脱しG-7ホールディングス傘下となっている。

## 概要
首都圏でドミナント出店を行っており、2022年現在、東京都と神奈川県で店舗を展開している。立地の特色としては、都心部の雑居ビルやマンションの1階部分に、50坪（約165m2）前後の小型店舗を出店することが多い。大半の店舗は駅前または駅近くに立地し、公式サイトの店舗検索では最寄り駅とともに、駅から徒歩10分以上かかる場合はその旨が表記されている。このような業態はイオンが運営するまいばすけっとにも類似するが、それに先駆けてユニーグループが首都圏で手掛けたものであった。
営業時間は、かつては多くの店舗が24時間営業であったが、7時に開店し24時または25時に閉店する店舗も増えている。

### 出店地域
2024年現在、東京23区を中心に、東京多摩地域の一部、神奈川県横浜市・川崎市に出店している。
- 東京23区：足立区、板橋区、江戸川区、大田区、北区、江東区、品川区、渋谷区、新宿区、杉並区、世田谷区、台東区、中央区、千代田区、豊島区、中野区、練馬区、文京区、港区、目黒区
  - 荒川区には出店なし。
  - 2022年1月30日をもって、miniピアゴ亀沢4丁目店が閉店、墨田区から撤退した[4][5]。
  - 2023年3月29日をもって、リコス青戸4丁目店と豪徳寺1丁目店が閉店、葛飾区から撤退した[6]。
- 東京多摩地域：調布市、府中市、町田市、武蔵野市
  - 多摩地域は各市内に1店舗ずつのみ出店[3]。
  - かつて府中市には2店舗あったが、2022年5月13日をもって、miniピアゴ府中緑町1丁目店が閉店して1店舗となった[7]。
- 川崎市：川崎区、高津区、宮前区
  - 川崎市は各市内に1店舗ずつのみ出店[3]。
  - 宮前区の店舗は「ファミリーマート+リコス 川崎宮前平店」である[3]。
  - 2022年5月13日をもって、miniピアゴ塚越2丁目店が閉店、幸区から撤退した[7]。
- 横浜市：神奈川区、港北区、緑区、青葉区、中区、戸塚区、港南区
  - 神奈川区の「大口駅東店」は、長らく本社を置いてきたPPIH大口ビル（旧：ユニー大口ビル）の向かいにある[3]。
  - 港北区には「ファミリーマート+リコス 菊名駅西店」が所在する[3]。

## 歴史
店舗ブランドが変遷しているため、ブランド名ごとに節を分けて説明する。

### 99イチバ
2006年（平成18年）1月19日、ユニーとサークルKサンクスが、均一価格で生鮮食品の取り扱いを行う新形態の「生活コンビニ」を展開する合弁会社を設立すると発表。コンビニエンスストア型の店舗ではありながら、生鮮食品などスーパーマーケットのノウハウも必要となることから、サークルKサンクスとユニーのノウハウを併せるため、両社の共同出資により株式会社99イチバを設立した。
100円ショップ業態を採用し、消費税別で99円の価格帯の商品を中心に販売していたことから、店名および社名を「99イチバ」としたた。商品の実態に合わせ、99円商品以外は「99」を下2桁に置き、199円、299円、～899円とする値付けが行われていた。
同年2月17日、東京都江戸川区に「99イチバ」1号店の西葛西3丁目店がオープン。2007年10月5日には冷凍食品の品揃えを強化した店舗ブランド「99イチバキッチン」として「キッチン江戸川本一色1丁目店」がオープンした（のちに両店とも閉店）。
毎月セールを実施しており、99イチバ時代は「キューイチ祭」として毎月9日前後に行っていた。

### みんなのイチバ

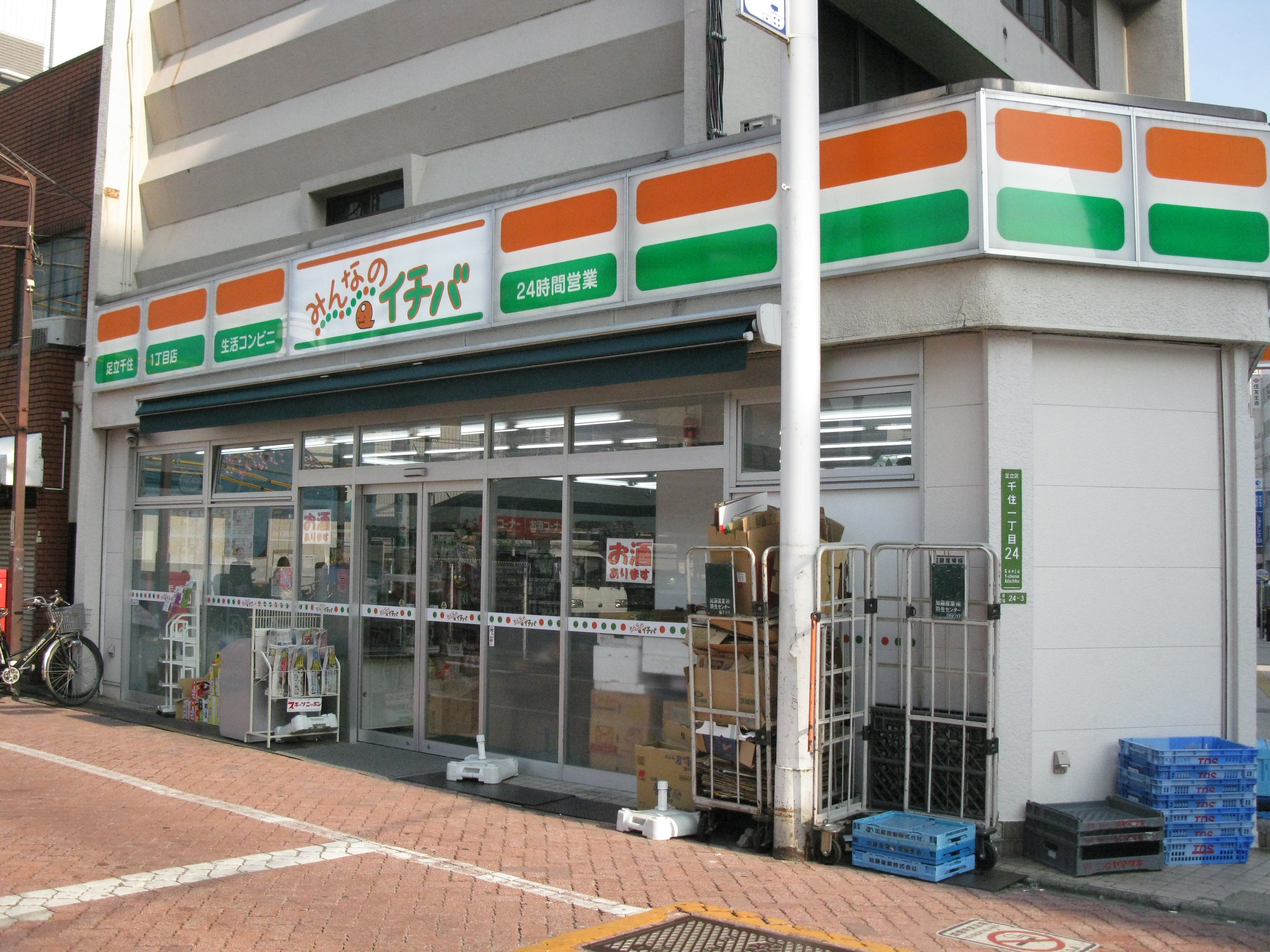
みんなのイチバ 足立千住1丁目店

主体となる商品価格を従来の99円（税別）から100円（同）に変更したことと、ユニーのプライベートブランド商品「スタイルワン (StyleOne) 」の一部取扱開始により、2010年（平成22年）1月13日から店名を「みんなのイチバ」に変更した。この際の新店舗名は、幅広い年代をターゲットにという意味の「みんなの」と、生鮮と新鮮をイメージさせる「イチバ」の2つの言葉を融合して命名された。
同業他社に比べて生鮮食品の取り扱いが多く、みんなのイチバ時代に物流面はユニーと共通化が進んだことから、一部店舗を青果取り扱い強化店舗として展開していた。
毎月のセールは「みんなのイチバ」になってからは、毎月2・3週目の3日間に行うことが多くなっていた。

### miniピアゴ

「miniピアゴ」時代の店舗ロゴマーク

「ピアゴ」の店舗ロゴマーク。
「miniピアゴ」のロゴマークもこれに準じてデザインされた。

miniピアゴへの変更時からは出資者が変遷していることから、出資者ごとに節を分けて説明する。

#### ユニーグループ時代

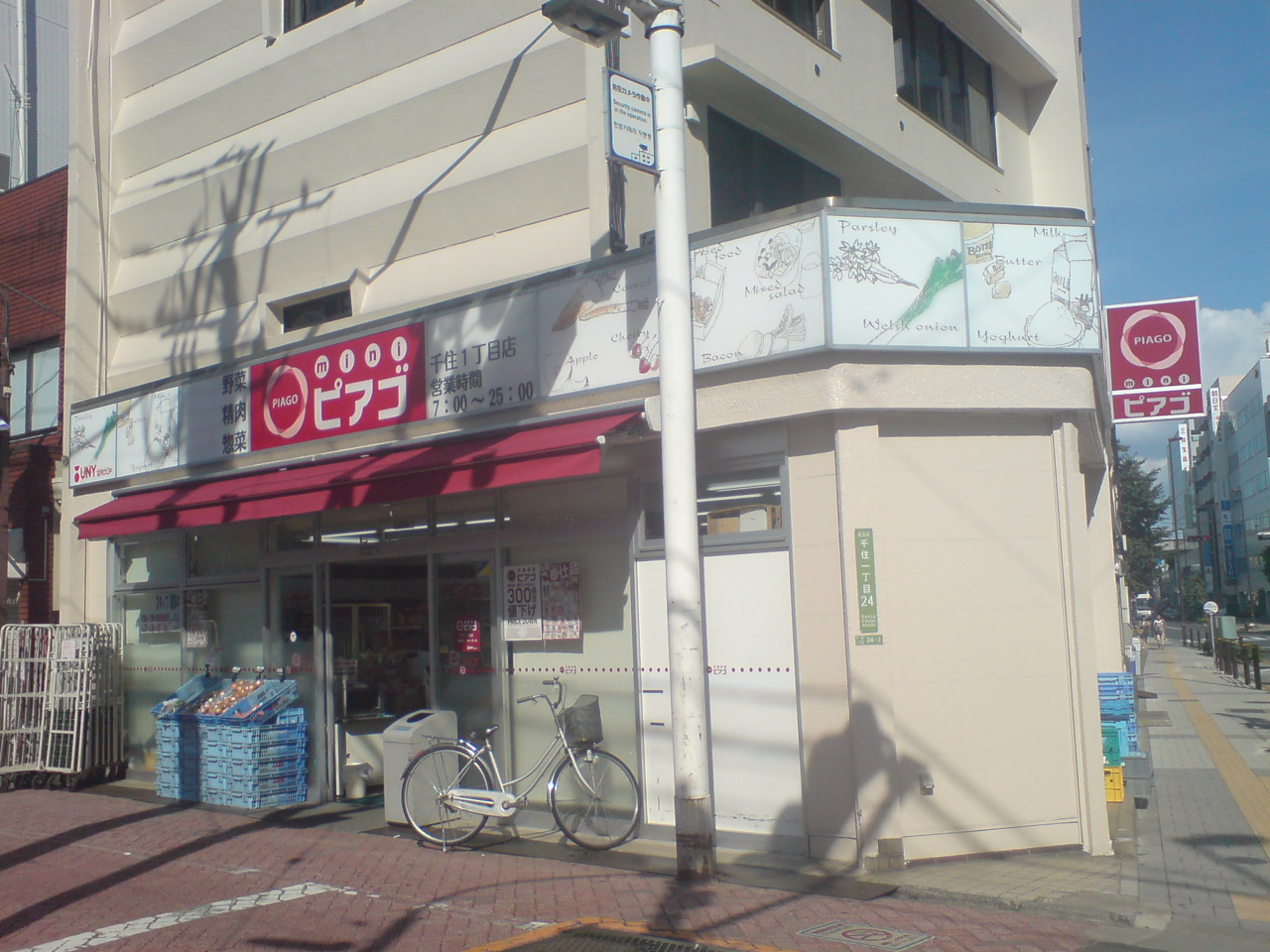
miniピアゴ 足立千住1丁目店
看板に「UNY GROUP」のロゴ（旧ロゴ）がある。

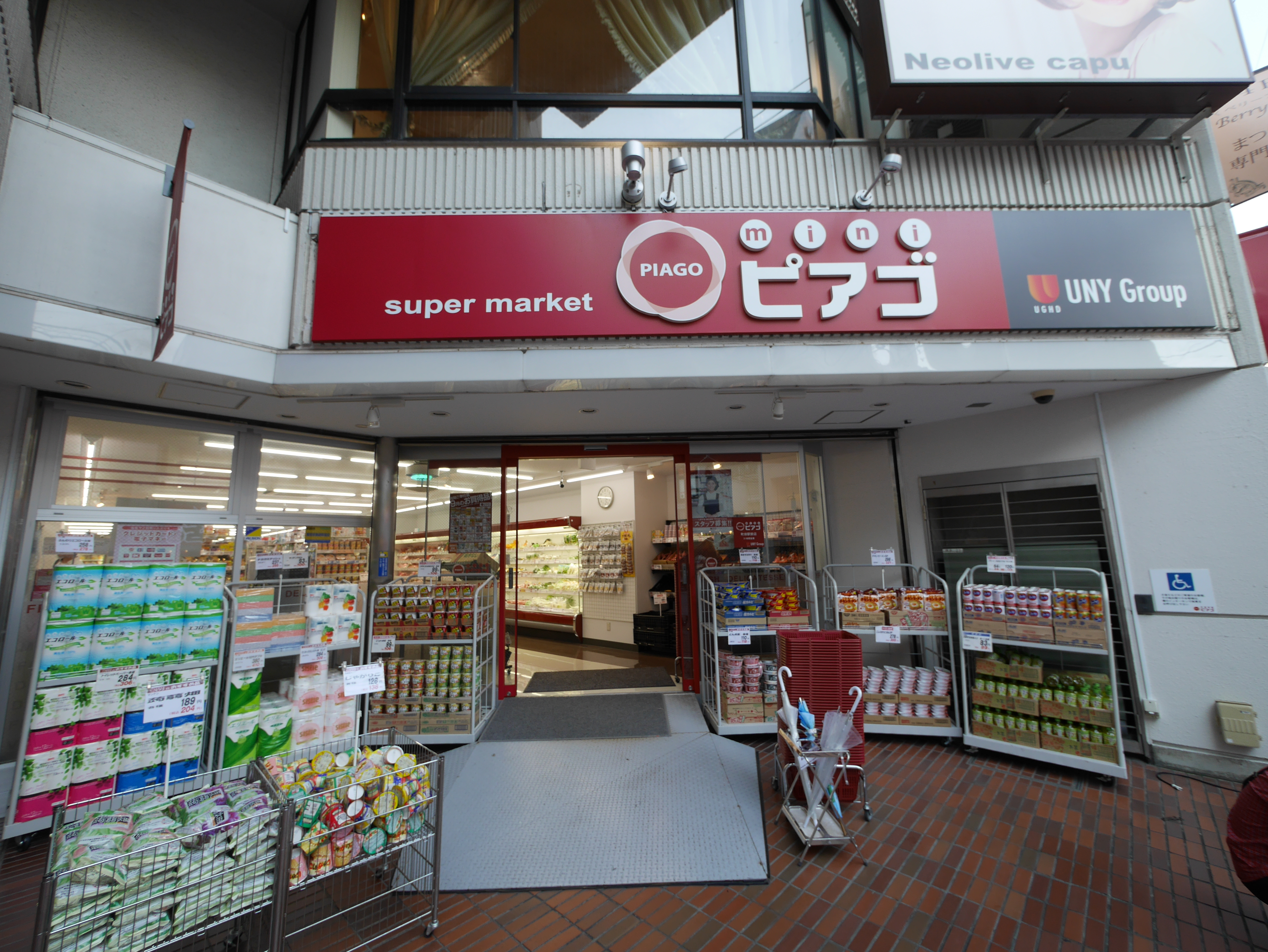
miniピアゴ 町田駅前店
看板に「UNY Group」のロゴ（新ロゴ）がある。

2012年（平成24年）1月19日、サークルKサンクス保有分の株式が99イチバに無償譲渡され、同社がユニーの100%子会社になったことが発表された。同時に店名変更についても発表され、ユニーの中小型スーパーマーケットの店舗ブランド「ピアゴ」に合わせて「miniピアゴ」へ改称するとした。
同年2月21日付で、株式会社99イチバはサークルKサンクス（当時）の親会社であるユニーの完全子会社となり、ユニーは同社の店舗を「狭商圏小型スーパーマーケット」と位置付けた。
具体的には100円ショップ業態からの脱却を図り、雑貨の取り扱い比率を下げて食料品の充実化を行うなど、小型スーパーへの転換を図った。一時縮小した店内調理の「ごちそうDELICA」も、新フォーマット型店舗で復活させている。
同年4月26日の「miniピアゴ池袋2丁目店」を皮切りに、順次「miniピアゴ」へ店名変更を開始し、看板も掛け替えられた。
2013年（平成25年）7月1日より全店でクレジットカード・電子マネー決済の取り扱いを開始し、交通系ICカード全国相互利用サービス対応電子マネー（PiTaPaを除く）が利用可能となった。その一方で、ユニーグループ共通の電子マネー「uniko」はサービス終了まで導入されなかった。

#### ユニー・ファミリーマートグループ時代

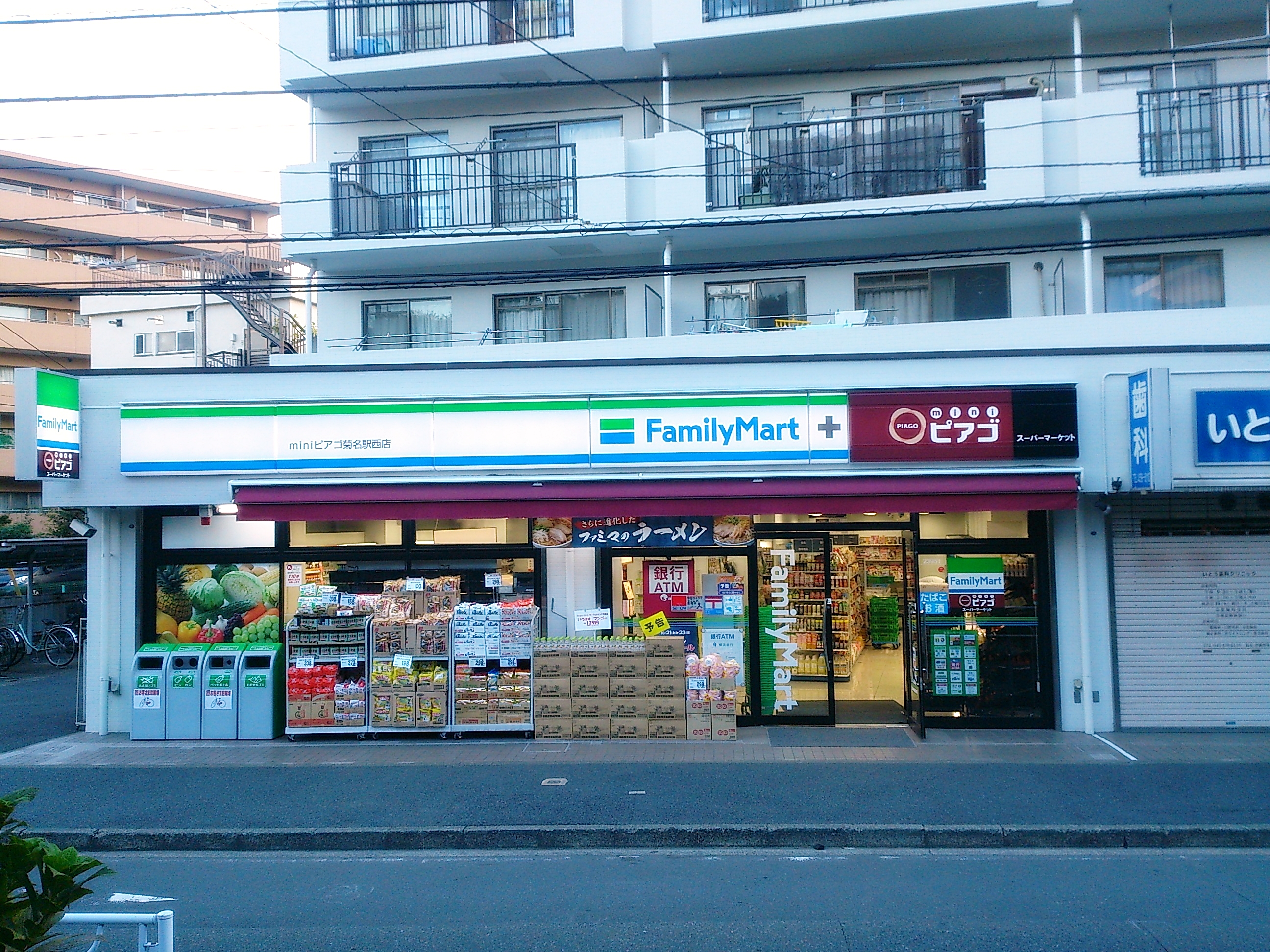
ファミリーマート+miniピアゴ 菊名駅西店

2016年（平成28年）9月1日、親会社のユニーの親会社（当社から見て祖父会社）であるユニー・グループホールディングスがファミリーマートに吸収合併され、ユニー・ファミリーマートホールディングスとなったことに伴い、ファミリーマートとのコラボレーション店舗「ファミリーマート+miniピアゴ」業態を開始し、コンビニエンスストアの利便性とスーパーマーケットの品揃えを一体化させた店舗として、比較的面積の広い一部の既存「miniピアゴ」をリニューアルしていく予定としていた。
その1号店として、同年10月にミニピアゴ菊名駅西店を改装し「ファミリーマート+miniピアゴ 菊名駅西店」としてリニューアルオープン。2017年（平成29年）12月15日には2号店として、旧サンクス店を改装し「ファミリーマート+miniピアゴ」川崎宮前平店としてリニューアルオープンした。
しかしその後、ユニーがユニー・ファミリーマートグループ（現・ファミリーマートグループ）から離脱し、PPIHグループ入りしたため、ファミリーマートとのコラボレーション店舗の展開は中止され、上記の2店に留まった。

#### PPIHグループ時代
2019年（平成31年）1月4日、株式会社ドンキホーテホールディングス（現：パン・パシフィック・インターナショナルホールディングス）がユニー・ファミリーマートホールディングスからユニーの株式60%を譲受して完全子会社化した。ユニーがユニー・ファミリーマートグループ（現・ファミリーマートグループ）から離脱したことを受け、当社もグループから離脱した。
パン・パシフィック・インターナショナルホールディングス （PPIH） グループ入り後、親会社のユニーでは、2020年4月6日から同グループ共通の電子マネー「majica」が導入されたが当社には導入されなかった。

#### G-7グループ時代

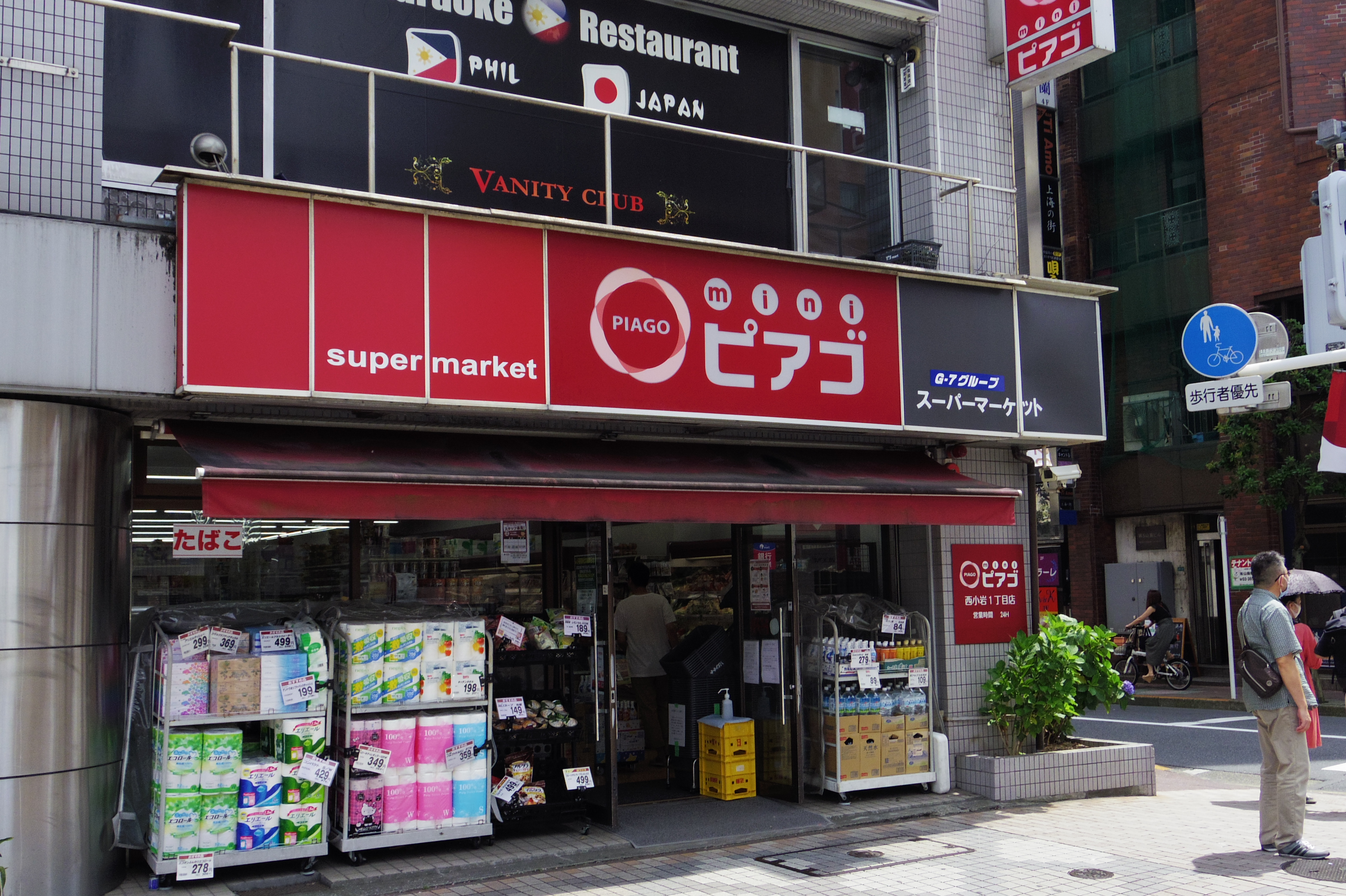
miniピアゴ 西小岩1丁目店
看板に「G-7グループ」のロゴがある。

2020年（令和2年）2月27日、G-7ホールディングスがユニーから株式会社99イチバの株式80%を取得し、同年4月1日より子会社化することを発表。G-7ホールディングスの子会社には、業務スーパーの最大フランチャイジーである株式会社G-7スーパーマートなどがある。
ユニーグループ離脱後もユニーから商品供給を受けており、ユニーグループのプライベートブランド「スタイルワン」の取り扱いは継続し、精肉はユニーのプロセスセンターにて加工された商品を販売していた。
2022年（令和4年）3月25日、miniピアゴブランドでは最後の新店「miniピアゴ豪徳寺1丁目店」が開店。以降の新規開店は「リコス」ブランドとなる。また同年からは不採算店舗の閉鎖も進め、同年1月30日には「miniピアゴ亀沢4丁目店」を閉店して東京都墨田区から撤退した。1月から4月にかけては都区内の複数店舗を閉店している。また同年5月27日をもって「miniピアゴ府中緑町1丁目店」と「miniピアゴ塚越2丁目店」が閉店し、川崎市幸区から撤退した。

### リコス

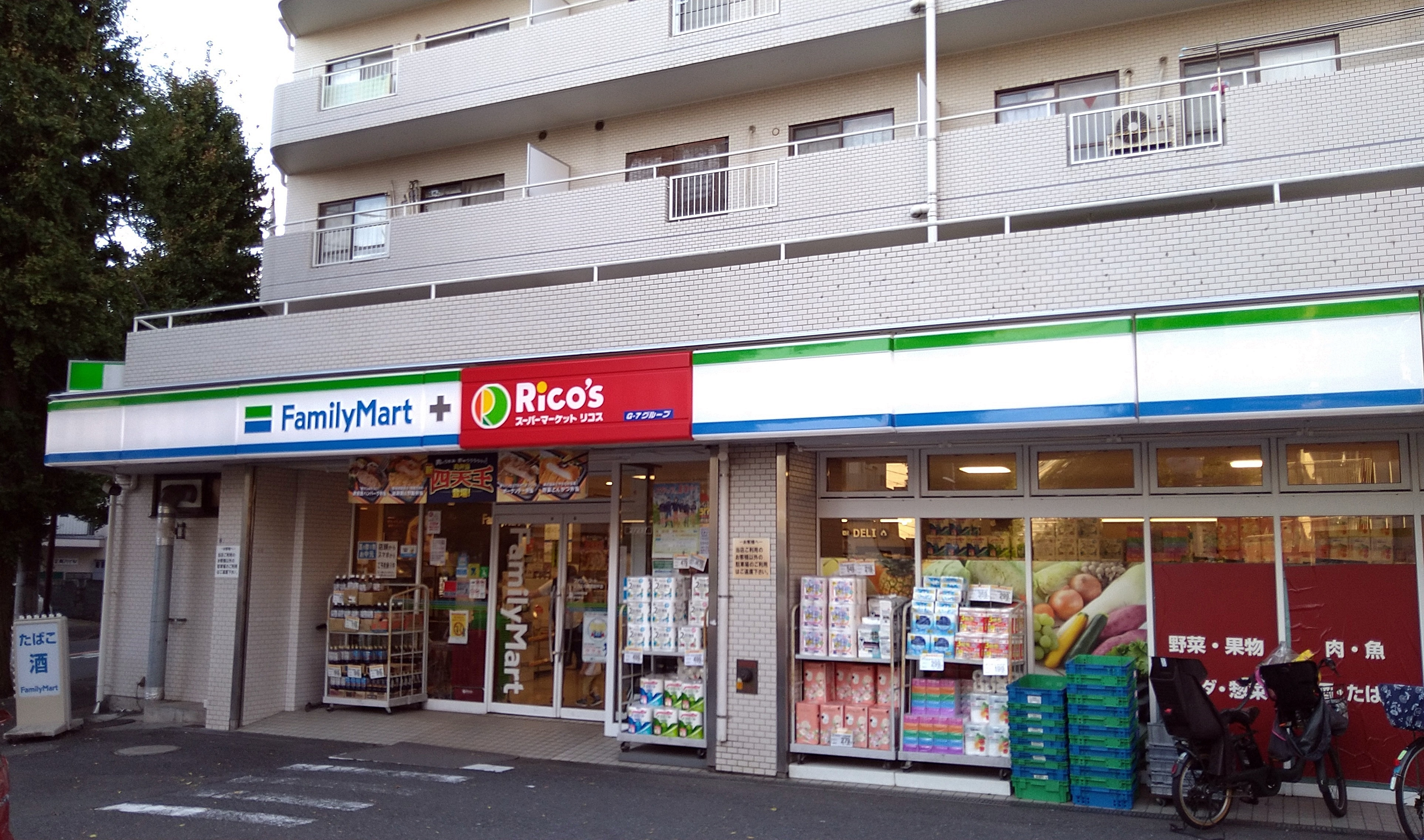
ファミリーマート+リコス 川崎宮前平店
ファミリーマートグループ時代に開店したコラボレーション店舗2号店。ファミリーマート+miniピアゴからブランド名変更。

2020年発表時の予定通り、G-7ホールディングスは2022年4月1日付で株式会社99イチバの残りの株式をユニーから全て取得して100%子会社化し、株式会社99イチバから株式会社G-7リコス・ストアズへ商号変更した。これに伴い、公式ウェブサイトのドメインが、99イチバ創業時から使用してきた「www.99-ichiba.jp」から「g-7ricosstores.co.jp」へ変更された。
店舗ブランドも、同年夏までに「miniピアゴ」から「リコス」へ順次変更された。
ファミリーマートグループ時代にオープンしたコラボレーション店舗「ファミリーマート+miniピアゴ」も同時に、「ファミリーマート+リコス」へ店名変更された。2024年現在、コラボレーション店舗は「ファミリーマート+リコス 菊名駅西店」、「ファミリーマート+リコス」川崎宮前平店の2店舗とも現存する。
その後、2023年5月31日にはユニーの商品券の取り扱いを終了した。ただし、ユニーのプライベートブランド「スタイルワン」の取り扱いは継続している。

## G-7リコス・ストアズ
株式会社G-7リコス・ストアズ（ジーセブンリコスストアズ、英: G-7 RICO'S STORES CO., LTD.）は、神戸市須磨区に本店を、横浜市港北区に本社を置き、リコスを運営する企業。
2006年（平成18年）1月23日、ユニーとサークルKサンクスの各々50%出資により合弁会社として株式会社99イチバ（キューキューイチバ）の社名で設立。のちにサークルKサンクスが追加出資したことで、サークルKサンクスが所有する株式が80.1%となった。サークルKサンクスは2012年（平成24年）に同株式を99イチバへ無償譲渡することで資本撤退し、99イチバはユニーの完全子会社となった。
サークルKサンクスは資本撤退後も同じユニーグループとして、弁当など日配品の供給などで引き続き協力していくとしていた。しかしのちにサークルKサンクスの親会社ユニーの親会社ユニーグループ・ホールディングスがファミリーマート (初代)（ユニー・ファミリーマートホールディングスをへて現在はファミリーマート (3代)）と合併したため、サークルKサンクスはファミリーマート (2代)に商号を変更した上で保有する店舗ブランドのサンクスおよび国内のサークルKもファミリーマートに転換され、協力関係もなくなっている。
2019年1月、パン・パシフィック・インターナショナルホールディングス (PPIH) がユニーを完全子会社化したことに伴い、株式会社99イチバもPPIHグループ入りした。
ユニーが保有する99イチバの株式80%を2020年4月1日付で、残る20%を2022年4月1日付でG-7ホールディングスに譲渡し、PPIHグループを離脱することが2020年2月17日に発表された。同年7月8日、登記上の本店を、ユニー本社所在地の愛知県稲沢市天池五反田町1番地から、G-7ホールディングス本社所在地の兵庫県神戸市須磨区弥栄台3丁目1-6へ移転。
さらに2021年4月1日付でG-7ホールディングスとともに、本店を神戸市須磨区弥栄台2丁目1-3へ移転 。その後、2024年3月11日付で本社所在地を移転し、2009年以来長らく本社を置いてきた、横浜市神奈川区のPPIH大口ビル（旧：ユニー大口ビル）から、横浜市港北区新横浜へ移転した。なおこのPPIH大口ビル（旧：ユニー大口ビル）は、99イチバ創業当時は「ユニー関東事務所」で、愛知県に本拠を置くユニーグループの関東拠点として機能してきた場所である。この本社移転により、ユニーグループからの離脱が完了した（ただし前述のとおり、ユニーのプライベートブランドの供給を受けるなど一定の関係は保っている）。

### 沿革
- 2006年（平成18年）
  - 1月23日 - ユニーとサークルKサンクスの折半出資により、株式会社99イチバを設立。
  - 3月 - サークルKサンクスが追加出資。
- 2009年（平成21年）7月20日 - 本社を東京都墨田区本所から横浜市神奈川区のユニー関東事務所内へ移転。
- 2012年（平成24年）2月21日 - サークルKサンクスが保有する株式を99イチバに無償譲渡したことで、ユニーの完全子会社となる。
- 2013年（平成25年）5月6日 - 本社を横浜市港北区新横浜に仮移転。
- 2015年（平成27年）3月23日 - 本社が横浜市神奈川区入江に回帰。
- 2019年（令和元年）1月 - パン・パシフィック・インターナショナルホールディングス (PPIH) がユニーを完全子会社化したことに伴い、株式会社99イチバもPPIHグループ入り[10]。
- 2020年（令和2年）
  - 2月17日、ユニーが保有する99イチバの株式80%を同年4月1日付で、残る20%を2022年4月1日付でG-7ホールディングスに譲渡し、PPIHグループを離脱することを発表[10][14]。
  - 4月1日 - 同日までにG-7ホールディングスに対し、ユニーが所有する99イチバに12億5000万円で売却、PPIHグループ及びユニー傘下から離脱[10][14]。
  - 7月8日 - 本店を愛知県稲沢市から兵庫県神戸市へ移転[19]。
- 2021年（令和3年）4月1日 - 本店を神戸市須磨区弥栄台3丁目1番地の6から神戸市須磨区弥栄台2丁目1番地の3へ移転[19]。
- 2022年（令和4年）4月1日 - 2020年の発表通り、ユニーから残りの株式を譲受して完全子会社化[10][14]。これに伴い、株式会社G-7リコス・ストアズへ商号変更[22]。
- 2023年（令和5年）5月31日 - この日をもってユニー商品券の取り扱いを終了[18]。
- 2024年（令和6年）3月11日 - 本社機能を横浜市神奈川区のPPIH大口ビルから、横浜市港北区（現住所）へ移転[21]。

## 関連会社等
創業以来、資本関係のある企業または過去にあった企業、および当該企業の運営する店舗ブランドなど。
- G-7ホールディングス - 現在の親会社。
  - G-7スーパーマート - G-7グループ内で当社と類似業種を行う会社。
    - 業務スーパー - 株式会社G-7スーパーマートがフランチャイズ運営するスーパーマーケット。

  - アンデス食品 - 当社と同時期にG-7グループ入りした食品販売会社。同名のブランドも展開している。
- ユニー - かつての親会社。グループ離脱後も商品供給を受けている。
  - ピアゴ - ユニー株式会社が展開する店舗ブランド。当店の旧店名の由来でもある。
  - スタイルワン - ユニーグループのプライベートブランド。
  - パン・パシフィック・インターナショナルホールディングス - ユニー株式会社の現在の親会社。
    - ドン・キホーテ - 株式会社パン・パシフィック・インターナショナルホールディングスの旧商号、ならびに同社から分社した子会社。同名の総合ディスカウントストアも運営。
    - ドン・キホーテUNY - ピアゴのブランド転換先。ユニー株式会社の子会社として設立され、現在は株式会社パン・パシフィック・インターナショナルホールディングスの子会社となっているUDリテール株式会社により運営。
    - パワーコンビニ情熱空間 - かつて株式会社ドン・キホーテが運営していたコンビニエンスストア。

  - ユニー・ファミリーマートホールディングス - ユニー株式会社のかつての親会社。
    - ファミリーマート - ユニー・ファミリーマートホールディングス株式会社（当時）の子会社である（2代目）株式会社ファミリーマート（当時）が運営するコンビニエンスストア。
- サークルKサンクス - かつてユニー株式会社とともに当社に共同出資していた親会社の一つ。
  - サークルK - 株式会社サークルKサンクスが日本ライセンシーとなっていたコンビニエンスストア。
  - サンクス - 株式会社サークルKサンクスが展開していたコンビニエンスストア。